# Ottrau
Ottrau é um município da Alemanha, situado no distrito de Schwalm-Eder, no estado de Hesse. Tem 48,49 km² de área, e sua população em 2019 foi estimada em 2.128 habitantes.